# Motel Destino
Pour plus de détails, voir Fiche technique et Distribution.
Motel Destino est un film brésilo-franco-allemand, sorti en 2024.
Il est sélectionné en compétition officielle au Festival de Cannes 2024.

## Fiche technique
Sauf indication contraire, les informations mentionnées dans cette section peuvent être confirmées par les bases de données cinématographiques IMDb et Unifrance,  présentes dans la section « Liens externes ».
- Titre original et français : Motel Destino
- Réalisation : Karim Aïnouz
- Scénario : Wislan Esmeraldo et Mauricio Zacharias
- Musique : Benedikt Schiefer
- Décors : Marcos Pedroso
- Photographie : Hélène Louvart
- Montage : Nelly Quettier
- Production : Janaina Bernardes, Caio Gullane (en), Fabiano Gullane, André Novis, Gabrielle Tana et Hélène Théodoly
- Production déléguée : Marcelo Campanér, Mariana Ferraz, Gabriela Tocchio, Fernando Loureiro et Maurício Macêdo
- Coproduction : Mario Canivello, Guilherme Coelho, Didar Domehri, Viola Fügen, Cécile Tollu-Polonowski et Michael Weber
- Sociétés de production : Cinema Inflamável et Gullane Entretenimento ; Canal Brasil, Globo Filmes, Maneki Films, Match Factory Productions et Telecine (coproductions)
- Société de distribution : Pandora Filmes
- Pays de production :  Brésil,  Allemagne,  France
- Langue originale : portugais
- Format : couleur
- Genre : thriller
- Durée : n/a
- Dates de sortie :
  - France : 22 mai 2024 (Festival de Cannes) ; 25 décembre 2024 (sortie nationale)[2]

## Distribution
- Iago Xavier : Heraldo
- Nataly Rocha : Dayana
- Fábio Assunção : Elias

## Sortie

### Accueil critique
En France, le site Allociné donne une moyenne de 2,2⁄5, d'après l'interprétation de 17 critiques de presse.

## Distinctions

### Sélection
- Festival de Cannes 2024 : sélection officielle, en compétition